# Vicente Blasco Ibañez
Vicente Blasco Ibáñez (n. 29 ianuarie 1867, Valencia, Comunitatea Valenciană, Spania – d. 28 ianuarie 1928, Menton, Alpes-Maritimes, Franța) a fost scriitor spaniol și ocazional regizor de film.
A murit la Menton, Franța, în 1928 la vârsta de 61 de ani, la reședința sa Fontana Rosa (numită, de asemenea, Casa Scriitorilor, dedicată lui Cervantes, Dickens și Shakespeare) pe care a și construit-o.
Cele mai cunoscute titluri sunt: "Arroz y tartana" (Orez și tartană); "La barraca" (Casa blestemată); "Entre naranjos" (Printre Portocali); "Cañas y barro" (Trestie și noroi); "Sangre y arena" (Nisipuri însângerate) și "Los cuatro jinetes del Apocalipsis" (Cei patru călăreți ai Apocalipsului).